# .505 Gibbs
.505 Gibbs (12,8×80 мм) — надпотужний мисливський набій, для полювання на велику дичину.

## Історія
Набій .505 Gibbs був розроблений британською фірмою George Gibbs у 1911 році і незабаром пущений в серійне виробництво. Спочатку він мав назву .505 Rimless Nitro Express, (Rimless — тобто, з безфланцевою гільзою) та призначався у першу чергу для африканських сафарі. С. І.Р. іменує його у своїх публікаціях, як .505 Magnum Gibbs.
Як під час створення, так і в наш час патрон .505 Gibbs входив в число найпотужніших боєприпасів до мисливської зброї. Зараз це один з найбільш потужних серійних мисливських патронів взагалі. За обсягом порохового заряду він поступається тільки патрону .500 Jeffrey. Потужність його надзвичайно велика — до 8 кДж, а при ручному спорядженні може досягати навіть 12 кДж.

## Технічні характеристики
.505 Gibbs має одну з найбільш об'ємних гільз, серед розроблених. Потрібен був великий обсяг, оскільки набій був розроблений для спалювання кордиту як порох.
Комісія з випробування стрілецької зброї (C.I.P.) опублікувала технічні характеристики набою.

## Застосування
Набій розрахований на найбільшу і небезпечну дичину, перш за все, африканського слона. Велика потужність набою робить його незамінним в складних ситуаціях, наприклад, під час нападу слона або розлюченого лева, коли необхідно зупинити звіра одним пострілом протягом лічених секунд. Добре підходить цей патрон і для видобутку інших представників «Великої п'ятірки» — носорога і буйвола (великих екземплярів, що відносяться до так званого капського буйвола).
Але саме надзвичайно висока потужність сильно обмежує застосування набою. Для решти дичини, навіть леопарда, який також відноситься до «великої п'ятірки», набій підходить мало. Виключно потужний відбій, через який стрілянина цим патроном важко переноситься мисливцями навіть міцної статури, позбавляє сенсу його застосування по дичині дрібніше великого буйвола.
Станом на 2019 рік, Federal, Kynoch, Norma та Swift пропонують набій .505 Gibbs у заводському спорядженні. Вартість одного набою — близько 40 USD.
Зброя під патрон .505 Gibbs має вагу 5-7 кг. Здебільшого це штуцери, рідше — карабіни.

## Виробники зброї під набій .505 Gibbs
- George Gibbs Ltd.[2]
- Hartmann & Weiss GmbH
- Westley Richards
- Česká Zbrojovka (модель Safari Classics)[3]
- Doumoulin Herstal SA (модель White Hunter)[4]

## .505 Gibbs у літературі
Набій здобув популярність завдяки оповіданню Ернеста Хемінгуея «Коротке щасливе життя Френсіса Макомбера» (з циклу «Сніги Кіліманджаро»). У цьому творі професійний мисливець Роберт Вілсон володіє зброєю саме під цей патрон. Ним він стріляє по нападаючим леву і буйволові.